# أدريان بريت
أدريان بريت (بالإنجليزية: Adrian Brett)‏ هو عازف فلوت ‏ بريطاني، ولد في 1945 في ديل ‏ في المملكة المتحدة.

## وصلات خارجية
- أدريان بريت على موقع ميوزك برينز (الإنجليزية)
- أدريان بريت على موقع ديسكوغز (الإنجليزية)